# 171P/Spahr
La comète Spahr 2, officiellement 171P/Spahr, est une comète périodique du système solaire, découverte le 16 novembre 1998 par Timothy B. Spahr.